# Вихід Німеччини з ЄС
Вихід Німеччини з ЄС або Dexit — це гіпотетичний вихід Німеччини з Європейського Союзу або в межах ЄС із єврозони (Dexit). Слово Dexit засноване на терміні Grexit для обговорюваного виходу Греції з єврозони: це портманто De (для «Німеччини») та exit (англійською «вихід»). Термін вживається в міжнародній пресі з 2016 року, а також ця тема реалізується в деяких проєктах сатиричного мистецтва.
Одне із значень терміна Dexit полягає у виході Німеччини з ЄС, подібно до ідеї Öxit в Австрії або Brexit у Сполученому Королівстві. Згідно з опитуванням, проведеним ЄС, населення Німеччини погодилося на членство в Європейському Союзі у віці 82 років - відсоток порівняно високий (середній показник по ЄС 62 %). Подібну проєвропейську точку зору можна спостерігати і серед молодих європейців, оскільки 71 % молодих європейців (16-26 років) проголосували б проти виходу з ЄС на референдумі. Так само в бізнес-колах категорично відкидається вихід Німеччини з ЄС. Ліва партія, яка критикує прогалини у правосудді в ЄС, займає критичну позицію щодо Європи. Окрім невеликих лівих партій, таких як Комуністична партія Німеччини, явних прихильників декситу також можна знайти в «Альтернативі для Німеччини» та інших правих групах.